# فلورا ماكدونالد دينيسون
فلورا ماكدونالد دينيسون (ولدت في 1867، توفيت في 23 مايو 1921 في كندا)، ناشطة حقوقية وصحفية وسيدة أعمال كندية، عرفت بدورها القيادي في الحركة النسوية الكندية.